# Puchar CEV siatkarek
Puchar CEV siatkarek (ang. CEV Cup Women) – międzynarodowe rozgrywki organizowane cyklicznie przez Europejską Konfederację Piłki Siatkowej (CEV) w ramach europejskich pucharów, przeznaczone dla żeńskich drużyn klubowych zajmujących czołowe miejsca w europejskich ligach krajowych, które nie zostały zakwalifikowane do Ligi Mistrzyń.

## Nazwy
- 1972–2000 – Pucharu Europy Zdobywców Pucharów (ang. CEV Cup Winner's Cup)
- 2000–2007 – Puchar Top Teams (ang. CEV Top Teams Cup)
- od 2007 – Puchar CEV (ang. CEV Cup)

## Historia
W 1979 roku władze Europejskiej Konfederacji Piłki Siatkowej podjęły decyzję o utworzeniu trzecich pod względem ważności rozgrywek, prowadzonych w ramach europejskich pucharów (po Pucharze Europy Mistrzów Krajowych i Pucharze Europy Zdobywców Pucharów), którym – od nazwy tejże organizacji – nadano szyld Pucharu CEV, czyli Pucharu Europejskiej Konfederacji Piłki Siatkowej (po polsku zwanym w skrócie również Pucharem Konfederacji). Zmagania te są więc od samego początku odpowiednikiem piłkarskiego Pucharu UEFA. Pomysłodawcom przyświecał cel, by możliwie jak największa liczba zespołów europejskich miała możliwość przystąpienia do międzynarodowych rozgrywek klubowych, więc pierwotnie brały w nich udział drużyny, plasujące się na podium ligowych zmagań o mistrzostwo danego państwa. Z uwagi na fakt, że w ówczesnym Pucharze Europy Mistrzów Krajowych każda federacja mogła wystawić wyłącznie 1 przedstawiciela (mistrza kraju), dwaj pozostali medaliści nie mieli możliwości rywalizowania na forum międzynarodowym (chyba że któryś z nich wywalczył Puchar kraju i przystępował do zmagań o Puchar Europy Zdobywców Pucharów).
Pierwszą edycję rozgrywek – zarówno wśród kobiet, jak i mężczyzn – przeprowadzono w sezonie 1980/1981 i od tego czasu regularnie (co sezon) toczone są one do czasów obecnych. W latach 90. do rywalizacji dopuszczono więcej, niż jednego przedstawiciela danego państwa, ale przywilej ten pierwotnie dotyczył wyłącznie najsilniejszych lig krajowych. Do rozgrywek danego sezonu przystępowały 52 drużyny, które w I fazie dzielono poprzez losowanie na 12 czterozespołowych grup. W tym samym terminie każda z grup rozgrywała niezależny od siebie trzydniowy turniej (od piątku do niedzieli), a jego gospodarzem zostawał jeden z uczestniczących klubów. Podczas każdego z 12 turniejów rundy grupowej poszczególne ekipy grały systemem „każdy z każdym” po jednym spotkaniu. 12 zwycięzców turniejów kwalifikowało się do 1/8 finału, a w tej fazie dołączały do nich 4 rozstawione drużyny – teoretycznie najsilniejsze (decyzję o rozstawieniu podejmowała przed rozpoczęciem rozgrywek CEV). Od tego momentu – przez dwie kolejne rundy (1/8 finału i ćwierćfinały) – rywalizacja toczyła się systemem pucharowym, tj. w formie dwumeczu (spotkanie „u siebie” i „na wyjeździe”), po którym lepszy kwalifikował się do następnej tury. O awansie dalej decydował bilans dwumeczu, tj. liczba zwycięstw, a w przypadku remisu (1 zwycięstwo i 1 porażka) – stosunek setów ewentualnie „małych punktów” (przy czym sety i małe punkty ugrane na wyjeździe liczyły się podwójnie). Czwórka triumfatorów dwumeczów ćwierćfinałowych uzyskiwała promocję do turnieju Final Four, odbywającego się w hali jednego z uczestników. Przed jej rozpoczęciem metodą losowania wyłaniane były obydwie pary półfinałowe, które rozgrywały ze sobą po jednym spotkaniu, zaś ich zwycięzcy awansowali do pojedynku finałowego. Jego triumfator zostawał zwycięzcą danej edycji Pucharu CEV.
Pod koniec 2006 roku CEV postanowiła zreformować – począwszy od sezonu 2007/2008 – wszystkie siatkarskie rozgrywki pucharowe, zarówno kobiet, jak i mężczyzn. Podjęto wówczas decyzję o likwidacji Pucharu Top Teams, zaś jego miejsce w hierarchii europucharów zajął „odnowiony” Puchar CEV, stając się tym samym drugimi pod względem prestiżu klubowymi rozgrywkami „starego kontynentu” (po Lidze Mistrzów). W miejsce „starego” Pucharu CEV powołano natomiast Puchar Challenge. Idea zmian miała wprost nawiązywać do reformy europejskich pucharów w męskiej piłce nożnej z przełomu tysiącleci – tak więc nowy Puchar CEV po raz kolejny stał się odpowiednikiem odnowionego Pucharu UEFA. W celu usystematyzowania zasad kwalifikacji do zreformowanych europejskich pucharów 16 maja 2007 roku CEV ogłosiła swój autorski ranking, na podstawie którego poszczególnym federacjom przyznano konkretną liczbę miejsc do obsadzenia w poszczególnych rozgrywkach. Zasadniczej zmianie uległ również system rozgrywek (z grupowo-pucharowego na typowo pucharowy).

## Triumfatorki
| Edycja                            | Miejsce                                                      | 1. miejsce                                                   | 2. miejsce                                                   | 3. miejsce                                                   |                                                              |
| Puchar Europy Zdobywczyń Pucharów | Puchar Europy Zdobywczyń Pucharów                            | Puchar Europy Zdobywczyń Pucharów                            | Puchar Europy Zdobywczyń Pucharów                            | Puchar Europy Zdobywczyń Pucharów                            |                                                              |
| --------------------------------- | ------------------------------------------------------------ | ------------------------------------------------------------ | ------------------------------------------------------------ | ------------------------------------------------------------ | ------------------------------------------------------------ |
| 1972/1973                         | Lyon                                                         | CSKA Moskwa                                                  | CSKA Sofia                                                   | Wisła Kraków                                                 |                                                              |
| 1973/1974                         | Osijek                                                       | CSKA Moskwa                                                  | Ruda Hvezda Praga                                            | Dinamo Bukareszt                                             |                                                              |
| 1974/1975                         | Eupen                                                        | SC Traktor Schwerin                                          | CSKA Moskwa                                                  | Slávia Bratysława                                            |                                                              |
| 1975/1976                         | Bratysława                                                   | Slávia Bratysława                                            | CSKA Sofia                                                   | USC Münster                                                  |                                                              |
| 1976/1977                         | Roeselare                                                    | Iskra Ługańsk                                                | Ujpest Budapeszt                                             | CSKA Sofia                                                   |                                                              |
| 1977/1978                         | Treviso                                                      | Dynamo Berlin                                                | VK Královo Pole Brno                                         | 1. VC Schwerte                                               |                                                              |
| 1978/1979                         | Schaan                                                       | Ruda Hvezda Praga                                            | SC Traktor Schwerin                                          | Start Łódź                                                   |                                                              |
| 1979/1980                         | Voorburg                                                     | Vasas SC                                                     | USC Münster                                                  | Alidea Catania                                               |                                                              |
| 1980/1981                         | Roeselare                                                    | Vasas SC                                                     | Leningradka Petersburg                                       | CSKA Sofia                                                   |                                                              |
| 1981/1982                         | Izmir                                                        | CSKA Sofia                                                   | Dinamo Moskwa                                                | Slávia Bratislava                                            |                                                              |
| 1982/1983                         | Reggio nell’Emilia                                           | Medin Odessa                                                 | Ruda Hvezda Praga                                            | Nelsen Reggio Emilia                                         |                                                              |
| 1983/1984                         | Ankara                                                       | Dynamo Berlin                                                | Nelsen Reggio Emilia                                         | Ruda Hvezda Praga                                            |                                                              |
| 1984/1985                         | Ankara                                                       | Dynamo Berlin                                                | Urałoczka Swierdłowsk                                        | Akademik Sofia                                               |                                                              |
| 1985/1986                         | Ankara                                                       | Urałoczka Swierdłowsk                                        | SV Lohhof                                                    | Ujpest Budapeszt                                             |                                                              |
| 1986/1987                         | Izmir                                                        | Kommunalnik Mińsk                                            | Nelsen Reggio Emilia                                         | CJD Feuerbach                                                |                                                              |
| 1987/1988                         | Göppingen                                                    | CSKA Moskwa                                                  | Volley Modena                                                | SC Traktor Schwerin                                          |                                                              |
| 1988/1989                         | Bari                                                         | ADK Ałma-Ata                                                 | SC Traktor Schwerin                                          | CSKA Moskwa                                                  |                                                              |
| 1989/1990                         | Lille                                                        | ADK Ałma-Ata                                                 | Braglia Reggio Emilia                                        | SC Traktor Schwerin                                          |                                                              |
| 1990/1991                         | Lohhof                                                       | ADK Ałma-Ata                                                 | CSKA Sofia                                                   | TTU Leningrad                                                |                                                              |
| 1991/1992                         | Münster                                                      | USC Münster                                                  | Imet Perugia                                                 | Schweriner SC                                                |                                                              |
| 1992/1993                         | Perugia                                                      | Volley Cats Berlin                                           | BZBK Baku                                                    | Rasimelli&Coletti Perugia                                    |                                                              |
| 1993/1994                         | Ankona                                                       | Brummel Ancona                                               | RC de France Villebon                                        | Komfort Police                                               |                                                              |
| 1994/1995                         | Münster                                                      | Anthesis Volley Modena                                       | USC Münster                                                  | Brummel Ancona                                               |                                                              |
| 1995/1996                         | Modena                                                       | Anthesis Volley Modena                                       | VBC Riom                                                     | CSKA Moskwa                                                  |                                                              |
| 1996/1997                         | Moskwa                                                       | Anthesis Volley Modena                                       | VBC Riom                                                     | CSKA Moskwa                                                  |                                                              |
| 1997/1998                         | Cannes                                                       | CSKA Moskwa                                                  | RC Cannes                                                    | Omnitel Volley Modena                                        |                                                              |
| 1998/1999                         | Stambuł                                                      | Eczacıbaşı Stambuł                                           | Cermagica Reggio Emilia                                      | VC Vrilissia                                                 |                                                              |
| 1999/2000                         | Perugia                                                      | Despar Perugia                                               | Panathinaikos Ateny                                          | Enka Stambuł                                                 |                                                              |
| Puchar Top Teams                  |                                                              |                                                              |                                                              |                                                              |                                                              |
| 2000/2001                         | Wiedeń                                                       | Asterix Kieldrecht                                           | Post SV Wiedeń                                               | Dinamo Dżinestra Odessa                                      |                                                              |
| 2001/2002                         | Baku                                                         | Azərreyl Baku                                                | Jedinstvo Užice                                              | Bank Pocztowy Centrostal Bydgoszcz                           |                                                              |
| 2002/2003                         | Berno                                                        | RC Villebon 91                                               | Volley Köniz                                                 | Datovoc Tongeren                                             |                                                              |
| 2003/2004                         | Bursa                                                        | VakıfBank Güneş Sigorta Stambuł                              | VfB Ulm                                                      | Datovoc Tongeren                                             |                                                              |
| 2004/2005                         | Turyn                                                        | BigMat Kerakoll Chieri                                       | Bayer 04 Leverkusen                                          | Eczacıbaşı Stambuł                                           |                                                              |
| 2005/2006                         | Moskwa                                                       | Asystel Novara                                               | Dinamo Moskwa                                                | Longa'59 Lichtenvoorde                                       |                                                              |
| 2006/2007                         | Münster                                                      | CAV Murcia 2005                                              | CSKA Moskwa                                                  | Schweriner SC                                                |                                                              |
| Puchar CEV                        |                                                              |                                                              |                                                              |                                                              |                                                              |
| 2007/2008                         | Belgrad                                                      | Scavolini Pesaro                                             | ES Le Cannet-Rocheville                                      | Crvena zvezda Belgrad                                        |                                                              |
| 2008/2009                         | Novara                                                       | Asystel Novara                                               | Urałoczka Jekaterynburg                                      | Fenerbahçe Acıbadem Stambuł                                  |                                                              |
| 2009/2010                         | Baku                                                         | Yamamay Busto Arsizio                                        | Crvena Zvezda Belgrad                                        | Rabita Baku                                                  |                                                              |
| 2010/2011                         | Krasnodar Urbino                                             | Chateau D'Ax Urbino                                          | Dinamo Krasnodar                                             | Crvena Zvezda Belgrad Tauron MKS Dąbrowa Górnicza            |                                                              |
| 2011/2012                         | Stambuł Busto Arsizio                                        | Yamamay Busto Arsizo                                         | Galatasaray Stambuł                                          | Robur Tiboni Urbino CS Volei 2004 Tomis Konstanca            |                                                              |
| 2012/2013                         | Muszyna Stambuł                                              | Bank BPS Muszynianka Fakro Muszyna                           | Fenerbahçe Stambuł                                           | Omiczka Omsk Urałoczka Jekaterynburg                         |                                                              |
| 2013/2014                         | Jekaterynburg Stambuł                                        | Fenerbahçe Stambuł                                           | Urałoczka Jekaterynburg                                      | Azəryol Baku Dresdner SC                                     |                                                              |
| 2014/2015                         | Sopot Krasnodar                                              | Dinamo Krasnodar                                             | Atom Trefl Sopot                                             | Rabita Baku Galatasaray Stambuł                              |                                                              |
| 2015/2016                         | Stambuł Krasnodar                                            | Dinamo Krasnodar                                             | Galatasaray Stambuł                                          | Azəryol Baku Schweriner SC                                   |                                                              |
| 2016/2017                         | Busto Arsizio Kazań                                          | Dinamo Kazań                                                 | Unet Yamamay Busto Arsizio                                   | Galatasaray Stambuł Pomì Casalmaggiore                       |                                                              |
| 2017/2018                         | Mińsk Stambuł                                                | Eczacıbaşı VitrA Stambuł                                     | Minczanka Mińsk                                              | Allianz MTV Stuttgart SSC Palmberg Schwerin                  |                                                              |
| 2018/2019                         | Blaj Busto Arsizio                                           | Unet E-Work Busto Arsizio                                    | CS Volei Alba-Blaj                                           | Linamar Békéscsabai RSE CS Știința Bacău                     |                                                              |
| 2019/2020                         | Ze względu na pandemię COVID-19 rozgrywki zostały przerwane. | Ze względu na pandemię COVID-19 rozgrywki zostały przerwane. | Ze względu na pandemię COVID-19 rozgrywki zostały przerwane. | Ze względu na pandemię COVID-19 rozgrywki zostały przerwane. | Ze względu na pandemię COVID-19 rozgrywki zostały przerwane. |
| 2020/2021                         | Monza Stambuł                                                | Saugella Monza                                               | Galatasaray Stambuł                                          | Béziers Volley Tent Obrenovac                                |                                                              |
| 2021/2022                         | Stambuł Stuttgart                                            | Eczacıbaşı Dynavit Stambuł                                   | Allianz MTV Stuttgart                                        | CS Volei Alba-Blaj Mladost Zagrzeb                           |                                                              |
| 2022/2023                         | Târgu Mureș Florencja                                        | Savino Del Bene Scandicci                                    | CS Volei Alba-Blaj                                           | THY Stambuł CSM Târgoviște                                   |                                                              |
| 2023/2024                         | Neuchâtel Turyn                                              | Reale Mutua Fenera Chieri                                    | Viteos Neuchâtel                                             | Grot Budowlani Łódź Levallois Paris Saint-Cloud              |                                                              |
| 2024/2025                         | Novara Blaj                                                  | Igor Gorgonzola Novara                                       | CS Volei Alba-Blaj                                           | THY Stambuł Vasas Óbuda Budapest                             |                                                              |